# Tybi
Tybi – pierwszy miesiąc pory peret i piąty miesiąc roku w kalendarzu egipskim. Jak każdy miesiąc w starożytnym Egipcie trwał 30 dni od 16 listopada do 15 grudnia. Po tybim następował meszir.
| Abd · Z1 | pr · r | t · ra |

| Abd · Z1 | pr · r | t · ra |